# Parmenion
Parmenion (ur. ok. 400 p.n.e., zm. w 330 p.n.e. w Ekbatanie) – macedoński generał w służbie Filipa II Macedońskiego i Aleksandra Macedońskiego.

## Życiorys
Parmenion był ojcem macedońskiego arystokraty Filotasa. Za panowania Filipa II w 356 p.n.e. odniósł wielkie zwycięstwo nad Illirią; był jednym z delegatów macedońskich, którzy zawarli pokój w Atenach w 346 p.n.e., potem został posłany z armią, aby wzmocnić wpływy Macedonii w Eubei, w 342 p.n.e.
W 336 p.n.e. prowadził razem z Amyntasem i Attalosem macedońską kampanię w Azji Mniejszej, służącą przygotowaniu planowanej przez Filipa wyprawy przeciwko imperium Perskiemu.
Po objęciu władzy królewskiej przez Aleksandra został drugim co do ważności wodzem armii macedońskiej. Między innymi dowodził lewym skrzydłem armii w bitwach nad Granikiem, pod Issos i pod Gaugamelą.
Gdy Aleksander dowiedział się, że Filotas, syn Parmeniona, był zamieszany w spisek na jego życie, Filotas został skazany na śmierć i stracony, ale podobny los spotkał także Parmeniona, choć nie było bezpośrednich dowodów jego zdrady.